# São Bernardo do Campo
São Bernardo do Campo er en forstad til São Paulo i delstaten São Paulo, Brasilien. São Bernardo do Campo ligger i den sydlige del af São Paulo-byområdet og har et estimeret befolkningstal på 810.729 (2022) indbyggere.
Forstaden var oprindeligt en selvstændig bosættelse, der blev grundlagt af João Ramalho i 1553 under navnet Vila de Santo André da Borda do Campo de Piratininga. Samfundet flyttede snart til en anden lokalitet, der var bedre sikret mod angreb fra oprindelige folk i området, men byen regnes for den første europæiske bosættelse i Brasilien, der ikke lå direkte på kysten. Senere blev det oprindelige område genindtaget af europæerne, og der blev nu skabt en by med navnet São Bernardo på stedet. Det fik sit eget sogn i 1812 og blev i 1890 en officiel forstad til São Paulo.
I 1950'erne og 1960'erne var forstaden en vigtig brik i udviklingen af en selvstændig brasiliansk filmproduktion, idet produktionsselskabet Cinematográfica Vera Cruz havde studier her. I 2011 spilles nogle af kampene ved VM i kvindehåndhold i byens store hal, Ginásio Adib Moysés Dib.